# 奥田靖雄
奥田 靖雄（おくだ やすお、1919年10月19日 - 2002年3月22日）は、日本の言語学者、国語教育の理論家・指導者。
本名は布村政雄。富山県富山市出身。日露協会立専門学校ハルピン学院を卒業、建国大学研究院助手。戦前は民族学を専攻したが、戦後、言語学に転じ、言語学研究会および教育科学研究会・国語部会を指導。宮城教育大学教授を経て、同大学名誉教授。学位は文学博士（大阪大学・1993年）。

## 略歴
1919年10月19日、富山県富山市愛宕町に生まれる。。1932年に富山県立富山中学校（現・富山県立富山高等学校）に入学。1933年に両親が死去。兄・布村一男を頼って満州国に渡り、新京商業学校を経て、日露協会立専門学校ハルピン学院入学。ラグビー部に入部しTB（スリークォーター・バック）として活躍。卒業後、建国大学研究院助手（地理）を務めた。
1945年に新京ヤマトホテルの支配人の娘であった奥田靖子と結婚。戦争終結の混乱の中、村民の提供した馬車を駆って新妻を連れて大興安嶺山脈を越え、チチハルに逃れる。大連で連合軍のロシア語通訳を務める。
1948年に帰国。1971年に宮城教育大学教授となる。1984年に定年退官。1993年に大阪大学より文学博士号を授与される。2000年に宮城教育大学名誉教授となる。
2001年4月8日に脳梗塞で倒れ、入院する。2002年3月22日に死去。

## 業績
当初はツングース民族学を専攻し、1943年にはツングース族の住む満州国興安北省の村で国民学校教諭となったが、文献入手と現地調査の困難を理由に継続を断念、言語学に転ずる。民主主義科学者協会（民科）・言語科学部会での宮島達夫、鈴木重幸、野村篤司、鈴木康之らすぐれた若手学者との出会いにより、民科言語部会、その後身の言語学研究会を中心に、ロシア文法学のヴィノグラードフらの理論を独自に発展させた連語論研究やアスペクト研究、文論の研究などで功績を残す。
1956年に教育科学研究会・国語部会の世話人となり、以後、没するまで、同会を指導したほか、各地の民間教育研究団体の講師として全国を精力的に回り、また、長く日本教職員組合の教育研究全国集会（全国教研）の助言者として、国語教育の内容と方法を明らかにし、国語教育の理論と指導過程を科学的・体系的なものに整理した。中でも、文を「絵と感情に置き換える」と説明し、伝統的な三読法（通読・精読・未読）を科学的に体系化して発展させた、形象の知覚→分析→主題の理解→総合読みなどと進める読み方教育の方法は、戦後国語教育の土台となっていった。
1963年頃から、明星学園国語部の無着成恭、須田清らや、秋田県・群馬県・岡山県などの教師らと協同して国語科における言語教育の教科書「にっぽんご」シリーズの編集を始める。同シリーズは、全国の教師達に熱狂的に支持され、広まっていく。
1965年に教育科学研究会・国語部会の機関誌「教育国語」を創刊、亡くなる1年前まで編集に直接携わった。

## 著書
- 『正しい日本文の書き方』（春秋社、1953年。全国書誌番号:54002430、NCID BN10741679。）
- 『国語科の基礎』（むぎ書房、1970年。全国書誌番号:71010961、NCID BN03147816。）
- 『ことばの研究・序説』（むぎ書房、1985年。全国書誌番号:85034096、NCID BN0103571X。）
- 『奥田靖雄著作集-文学教育編-』（むぎ書房、2011年。ISBN 978-4838401185）
- 『奥田靖雄著作集-言語学編（1）-』（むぎ書房、2015年。ISBN 978-4-8384-0117-8）
- 『奥田靖雄著作集-言語学編（2）-』（むぎ書房、2015年。ISBN 978-4-8384-0116-1）
- 『奥田靖雄著作集-言語学編（3）-』（むぎ書房、2015年。ISBN 978-4-8384-0115-4）
- 『奥田靖雄著作集-国語教育編-』（むぎ書房、2017年。ISBN 978-4-8384-0114-7）
- 『奥田靖雄著作集 補遺編』（むぎ書房、2022年。ISBN 978-4-8384-0113-0）

### 編著書
- （国分一太郎）『読み方教育の理論』（国土社、1963年。1963年よりむぎ書房, ISBN 978-4-8384-0063-8）
- （国分一太郎）『国語教育の理論』（むぎ書房、1964年。ISBN 978-4-8384-0064-5）
- （国分一太郎）『続国語教育の理論』（むぎ書房、 1966年。ISBN 978-4-8384-0065-2）